# María Barranco
María Barranco (ur. 11 czerwca 1961 w Maladze) – hiszpańska aktorka filmowa i telewizyjna.

## Filmografia
seriale
- 1998: Senor Alcalde jako Virginia
- 2000: Hospital Central jako Manuela Montoro
- 2006: Ellas y el sexo debil jako Barbara

film
- 1988: Kobiety na skraju załamania nerwowego jako Candela
- 1990: Lulu (film) jako Ely
- 1994: Wszyscy mężczyźni są tacy sami jako Susana
- 2004: Tuńczyk i czekolada jako Maria
- 2010: America! jako Fernanda

## Nagrody
- Została dwukrotnie uhonorowana nagrodą Goya.